# Berjaya Times Square
Berjaya Times Square Kuala Lumpur es un complejo de dos torres gemelas que contiene un centro comercial y un hotel de cinco estrellas situado en Kuala Lumpur, Malasia. Fue abierto en octubre de 2003 por el entonces primer ministro de Malasia, YAB Datuk Seri Dr Mahathir bin Mohamad. Ambas torres tienen 203 metros (666 pies) de altura con 48 plantas.
Es actualmente el séptimo edificio más grande del mundo y ha sido denominado también el "edificio más grande del mundo construido en una sola fase", con 7.500.000 ft2 (700.000 m²) de superficie construida. Este edificio consiste en un centro comercial, oficinas y centro de ocio con 1000 tiendas, 1200 suites de lujo con servicios, 65 establecimientos de comida y atracciones de ocio como el parque temático Berjaya Times Square y la sala de proyección GSC MAXX (antiguamente IMAX) 2D y 3D. 
En abril de 2005, Borders Group abrió su primera tienda de franquicia aquí, que fue la tienda Borders más grande del mundo en aquel tiempo. Sin embargo, debido a la recesión económica de 2010 se ha reducido su tamaño y convertido en una tienda más pequeña llamada Borders Express.
La estación Imbi  del Monorraíl de Kuala Lumpur está conectada al edificio por una pasarela.

## Historia
Originalmente, el terreno perteneció al millonario y filántropo Cheong Yoke Choy antes de la Segunda Guerra Mundial. Su bungaló estuvo allí hasta que toda la parcela fue adquirida por Berjaya Group Tan Sri Vincent Tan para la construcción del actual Berjaya Times Square Kuala Lumpur.

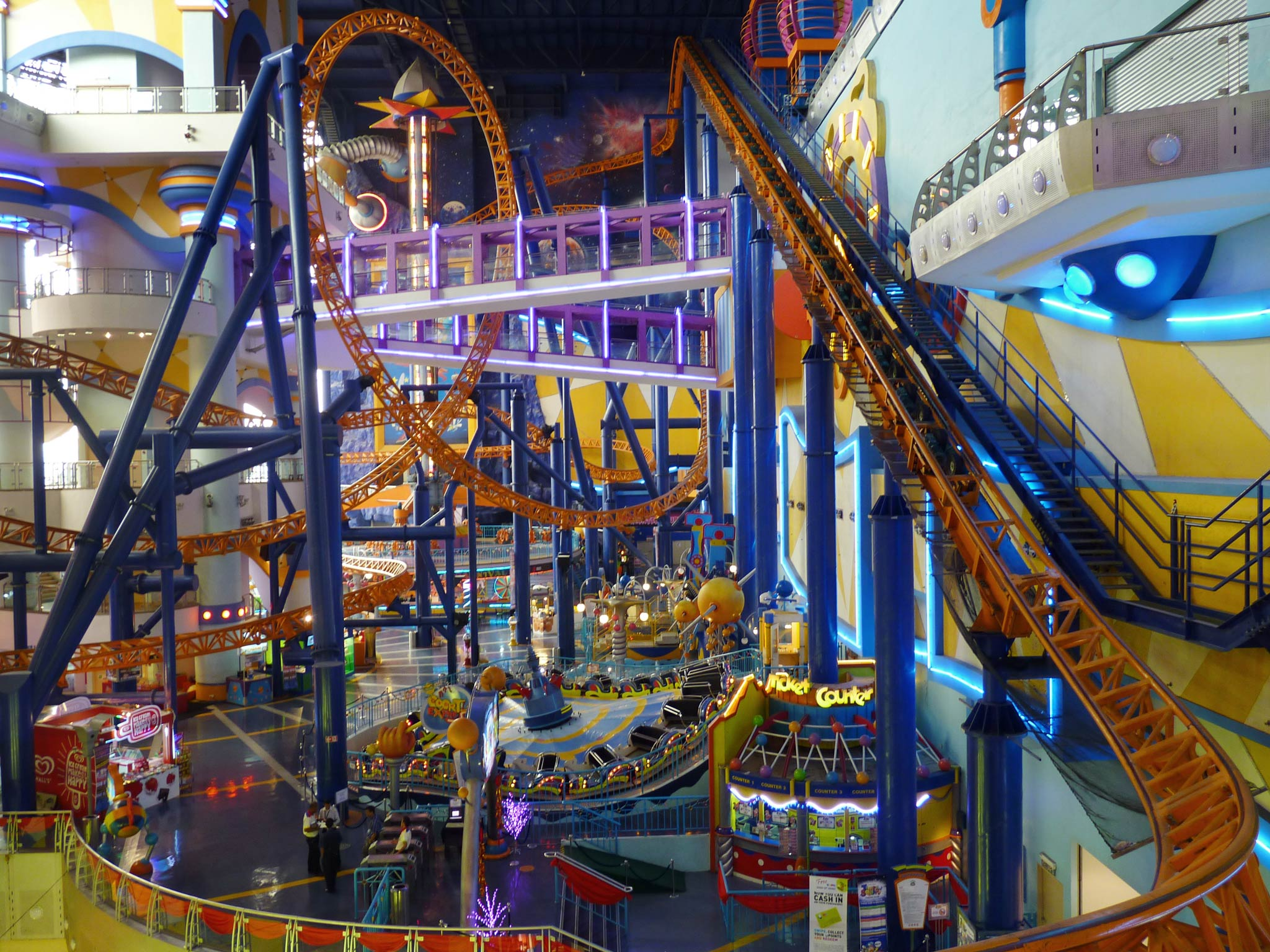
El parque temático Berjaya Times Square (antiguamente parque temático Cosmo’s World) dentro de Berjaya Times Square Kuala Lumpur en febrero de 2011.

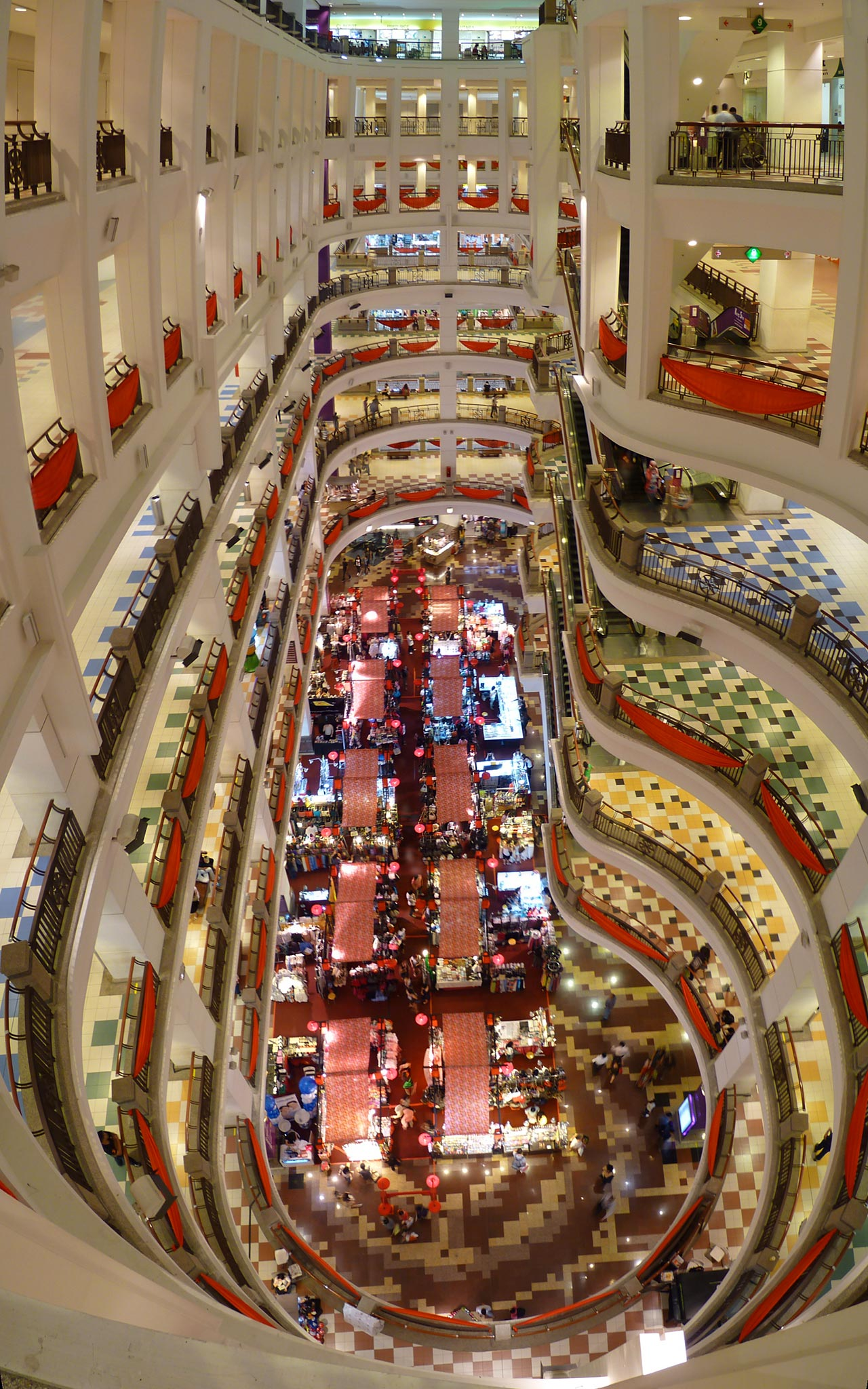
Atrio principal del centro comercial Berjaya Times Square Kuala Lumpur en febrero de 2011.